# 리란칭
리란칭(중국어 간체자: 李岚清, 정체자: 李嵐清, 병음: Lǐ Lánqīng, 한자음: 이남청, 1932년 5월 ~ )은 중화인민공화국의 정치인이다. 중화인민공화국 국무원 상무부총리(제1부총리)와 제15기 중국공산당 중앙정치국 상무위원을 역임했다.

## 생애
1948년 푸단 대학에 입학하였으며 1952년에 졸업하고 그해 9월, 중국 공산당에 입당했다. 1983년부터 톈진시 부시장에 취임하여, 리루이환의 오른팔이 된다. 톈진 시 위원회 대외무역 당위원회 서기로 있으면서, 톈진 시에 전국 최초의 외상투자센터를 설립했다. 1986년, 대외경제무역부(현재의 상무부) 상무 부부장(차관급), 당부조서기. 1990년에는 대외경제무역부장(장관급), 당조서기, 국무원 경제무역판공실 부주임으로 승진했다.
1992년의 제14차 당대회에서 중국공산당 중앙정치국 위원, 다음 해 제8기 전국인민대표대회 제1차 회의에서 국무원 부총리로 선출된다. 1997년의 제15차 당대회에서는 정치국 상무위원에 올랐으며, 국무원 당조부서기를 지냈다. 1998년에 국무원 상무 부총리로 취임하여, 주룽지의 업무를 보좌했다.
2002년 제16차 당대회에서 중앙위원을 물러났고, 2003년 열린 제10기 전국인민대표대회 제1차 회의에서 국무원 상무 부총리에서도 퇴임하여 정계로부터 은퇴했다.
제13기 중앙정치국 후보위원, 제14기 중앙정치국 위원, 제15기 중앙정치국 상무위원, 제8기와 제9기 국무원 부총리를 역임했다.

## 학력
- 1948년~1952년: 푸단 대학 경영학 (학사)